# Jean-Jacques Santos

a Compétitions nationales et continentales officielles uniquement.

Jean-Jacques Santos, né le 14 mai 1958 à Colomiers, est un ancien joueur de rugby à XV, qui a joué avec le Stade toulousain. Il a évolué au poste de deuxième ligne. 

## Biographie
Jean-Jacques Santos est vice-champion de France en 1980.

## Carrière de joueur
- Toulouse olympique employés club
- ????-1977 : Blagnac SCR
- 1977-1981 : Stade toulousain
- 1981-1988 : US Montauban
- 1988-1991 : SC Tulle

## Palmarès de joueur
- Finaliste du championnat de France en 1980